# Oxychilus
Oxychilus Fitzinger, 1833 è un genere di molluschi gasteropodi polmonati terrestri della famiglia Oxychilidae.

## Tassonomia
Il genere comprende le seguenti specie:
- Oxychilus absoloni (A. J. Wagner, 1914)
- Oxychilus aegopinoides (Maltzan, 1883)
- Oxychilus agostinhoi Frias Martins, 1981
- Oxychilus alicurensis (Benoit, 1857)
- Oxychilus alliarius (J. S. Miller, 1822)
- Oxychilus altimirai A. Riedel, 1972
- Oxychilus amblyopus (J. Mabille, 1869)
- Oxychilus andrei Frias Martins, 2017
- Oxychilus anjana Altonaga, 1986
- Oxychilus atlanticus (Morelet & Drouët, 1857)
- Oxychilus batalhanus de Winter, 1989
- Oxychilus beckmanni Falkner, 2007
- Oxychilus blauneri (Shuttleworth, 1843)
- Oxychilus brincki A. Riedel, 1964
- Oxychilus canini (Benoit, 1843)
- Oxychilus caspius (O. Boettger, 1880)
- Oxychilus cellarius (O. F. Müller, 1774)
- Oxychilus clarus (Held, 1838)
- Oxychilus colliourensis (Locard, 1894)
- Oxychilus costatus A. Riedel, 1989
- Oxychilus courquini (Bourguignat, 1870)
- Oxychilus decipiens Riedel, 1966
- Oxychilus deilus (Bourguignat, 1857)
- Oxychilus denatale (L. Pfeiffer, 1856)
- Oxychilus diaphanellus (Krynicki, 1836)
- Oxychilus diductus (Westerlund, 1886)
- Oxychilus draparnaudi (H. Beck, 1837)
- Oxychilus edmundi Falkner, 2008
- Oxychilus egadiensis A. Riedel, 1973
- Oxychilus emmae (Akramowski, 1955)
- Oxychilus farinesianus (Bourguignat, 1870)
- Oxychilus filicum (Krynicki, 1836)
- Oxychilus furtadoi Frias Martins, 1989
- Oxychilus hobbit A. Riedel, 1981
- Oxychilus juvenostriatus A. Riedel, 1964
- Oxychilus kobelti (Lindholm, 1910)
- Oxychilus koutaisanus (Mousson, 1863)
- Oxychilus lagrecai Giusti, 1973
- Oxychilus lathyri (J. Mabille, 1869)
- Oxychilus lederi (O. Boettger, 1880)
- Oxychilus lentiformis (Kobelt, 1882)
- Oxychilus lineolatus Frias Martins & Ripken, 1991
- Oxychilus maceanus (Bourguignat, 1869)
- Oxychilus mavromoustakisi (F. Haas, 1934)
- Oxychilus melanoides Frias Martins, 2017
- Oxychilus mercadali Gasull, 1970
- Oxychilus miceui Frias Martins, 1989
- Oxychilus micromphalus Frias Martins, 2017
- Oxychilus miguelinus (L. Pfeiffer, 1856)
- Oxychilus mingrelicus (Mousson, 1863)
- Oxychilus minor A. Riedel, 1964
- Oxychilus mortilleti (L. Pfeiffer, 1859)
- Oxychilus navarricus (Bourguignat, 1870)
- Oxychilus nortoni (Calcara, 1843)
- Oxychilus obscuratus (Porro, 1841)
- Oxychilus oglasicola Giusti, 1968
- Oxychilus oppressus (Shuttleworth, 1877)
- Oxychilus ornatus A. Riedel, 1964
- Oxychilus oschtenicus (O. Boettger, 1888)
- Oxychilus perspectivus (Kobelt, 1881)
- Oxychilus pilula (Westerlund, 1886)
- Oxychilus pityusanus A. Riedel, 1969
- Oxychilus profundus Neubert, 1998
- Oxychilus rateranus (Servain, 1880)
- Oxychilus requienii (Moquin-Tandon, 1855)
- Oxychilus reticulatus (O. Boettger, 1883)
- Oxychilus scoliura Frias Martins, 1989
- Oxychilus secernendus (Retowski, 1889)
- Oxychilus shuttleworthianus (Pini, 1883)
- Oxychilus spatiosus (Lindholm, 1922)
- Oxychilus spectabilis (Milne-Edwards, 1885)
- Oxychilus suaneticus (O. Boettger, 1883)
- Oxychilus subeffusus (O. Boettger, 1879)
- Oxychilus superfluus (L. Pfeiffer, 1849)
- Oxychilus tomlini (E. A. Smith, 1905)
- Oxychilus translucidus (Mortillet, 1853)
- Oxychilus tropidophorus (J. Mabille, 1869)
- Oxychilus viridescens Frias Martins, Brito & Backeljau, 2013
- Oxychilus volutella (L. Pfeiffer, 1856)